# AS Ashanti Golden Boys
Académie Super Olympique d’une Afrique Renaissante w skrócie Académie SOAR – gwinejski klub piłkarski, grający w pierwszej lidze gwinejskiej, mający siedzibę  w mieście Coyah.

## Sukcesy
- Puchar Gwinei[1]
  - finał (2): 2011, 2012.

## Występy w afrykańskich pucharach
| Sezon     | Rozgrywki           | Runda   | Kraj       | Klub              | Dom | Wyjazd | Dwumecz |
| --------- | ------------------- | ------- | ---------- | ----------------- | --- | ------ | ------- |
| 2020/2021 | Liga Mistrzów       | wstępna | Mali       | Stade Malien      | 1–2 | 0–2    | 1–4     |
| 2021/2022 | Puchar Konfederacji | 1       | Nigeria    | Bayelsa United FC | 1–2 | 1–2    | 1–2     |
| 2022/2023 | Puchar Konfederacji | 1       | Mauretania | Nouakchott Kings  | 2–0 | 0–1    | 1–2     |
| 2022/2023 | Puchar Konfederacji | 2       | Maroko     | FAR Rabat         | 0–1 | 0–4    | 0–5     |

## Stadion
Domowe mecze klub rozgrywa na stadionie o nazwie Stade Municipal de Coléah w Konakry, który może pomieścić 1000 widzów.

## Reprezentanci kraju grający w klubie
Stan na lipiec 2023.
| - Balla Camara - Mohamed Camara - Naby Laye Camara - Ibrahima Aminata Condé - Mamadi Diawara | - Victor Kantabadouno - Mory Kanté - Alpha Oumar Sow - Mbemba Sylla |